# Alnaši
Alnaši (in russo Алнаши?; in lingua udmurta: Алнаш) è un villaggio che si trova nella Repubblica Autonoma dell'Udmurtia, in Russia. È il centro amministrativo del distretto Alnašskij.
L'insediamento è situato lungo il fiume Tojma, a sud-ovest di Iževsk. È attraversato dalla strada M7 «Volga».